# Erma Bombeck
Erma Louise Bombeck (* 21. Februar 1927; † 22. April 1996), geborene Erma Fiste, war eine US-amerikanische Schriftstellerin, welche in der zweiten Hälfte des 20. Jahrhunderts durch ihre humorvollen Bücher und Zeitungskolumnen große Popularität erreichte.
Bombeck hatte selbst drei Kinder und begann im Alter von 37 Jahren über die Höhen und Tiefen im Leben einer Hausfrau und Mutter zu schreiben. In der Zeit von 1965 bis zu ihrem Tod 1996 wurden mehr als viertausend ihrer Kolumnen in rund 800 Tageszeitungen veröffentlicht; ihre letzte Kolumne schrieb sie sechs Tage vor ihrem Tod.
Bei Bombeck wurde eine Zystenniere (Polycystic Kidney Disease) diagnostiziert. Am 3. April 1996 wurde ihr in einem Krankenhaus in San Francisco eine Niere transplantiert. Nach Komplikationen starb sie am 22. April. Bombeck wurde auf dem
Woodland Cemetery in Dayton, Ohio, beigesetzt.

## Werke
- At wit's end. 1967 (dt.: Nur der Pudding hört mein Seufzen. Bergisch Gladbach: Lübbe 1981 ISBN 3-404-11159-1)
- At wit's end - The Gras is Always Greener over the Septic Tank. 1972 (dt.:Ich stell' mein Herz auf Sommerzeit. 1983)
- I lost everything in the post-natal depression. 1973 (dt.:Ich hab' mein Herz im Wäschekorb verloren. Bergisch Gladbach: Lübbe 1981 ISBN 3-7857-0276-0)
- If life is a bowl of cherries, what am I doing in the pits? 1978 (dt.: Wenn meine Welt voll Kirschen ist, was tu ich mit den Kernen? Bergisch Gladbach: Lübbe 1980 ISBN 3-7857-0250-7)
- Aunt Erma's cope book. 1979 (dt.: Ich schenk' mir täglich rote Rosen. Bergisch Gladbach: Lübbe 1979 ISBN 3-7857-0320-1)
- Motherhood, the second oldest profession. 1983 (dt.: Vier Hände und ein Herz voll Liebe: die lächelnden Lebensweisheiten der berühmtesten Hausfrau der Welt. Bergisch Gladbach: Lübbe 1985 ISBN 3-7857-0395-3)
- Family - The Ties that bind and gag! 1987 (dt.: Als meine Fehler laufen lernten. Bergisch Gladbach: Lübbe 1991 ISBN 3-404-11700-X)
- Lustig ist das Familienleben: die schönsten Geschichten. Bergisch Gladbach: Lübbe 1989 ISBN 3-404-11474-4
- I want to grow hair, I want to grow up, I want to go to Boise. 1989 (dt.: Guten Morgen, lieber Tag: Kinder, die den Krebs besiegen. Bergisch Gladbach: Lübbe 1989 ISBN 3-7857-0548-4)
- When you look like your passport photo, it's time to go home. 1991 (dt.: Hilfe, ich habe Urlaub: die vergnüglichen Reisekatastrophen der berühmtesten Hausfrau der Welt. Bergisch Gladbach: Lübbe 1991 ISBN 3-7857-0607-3)
- All I know about animal behavior I learned in Loehmann's dressing room. 1995 (dt.: Am Wühltisch fängt der Dschungel an: alles über das Tier im Menschen. Bergisch Gladbach: Lübbe 1996 ISBN 3-7857-0816-5)
- Forever, Erma: best-loved writing from American's favorite humorist. 1996 (dt.:Der Tag, als ich die Socke fand: neue Geschichten der berühmtesten Hausfrau der Welt. Bergisch Gladbach: Lübbe 1998 ISBN 3-7857-0909-9)
- Forever, Erma 1996 (dt.: Mäuse im Klavier und andere liebe Gäste: neueste Geschichten der berühmtesten Hausfrau der Welt. Bergisch Gladbach: Lübbe 2000 ISBN 3-7857-0980-3)
- Es darf auch mal Champagner sein. Bergisch Gladbach: Lübbe 2001 ISBN 3-7857-2061-0